# The Cullinan
Il The Cullinan (in lingua cinese 天 璽, in lingua cantonese Yale Tīnsáai) è un complesso residenziale composto da due grattacieli gemelli situato nella Union Square di Hong Kong. Questo complesso prende il nome dal diamante Cullinan da 3.106 carati (621,2 g) trovato nel 1905; il più grande diamante grezzo di qualità gemma mai trovato, i cui diamanti tagliati costituenti si trovano nei gioielli della corona britannica e nei gioielli di Elisabetta II.

## Descrizione
Questo complesso di grattacieli situato sul lungomare, presenta facciate in vetro, conferendole un aspetto futuristico, in linea con il linguaggio del design utilizzato nel vicino International Commerce Center.
Entrambe le torri del complesso Cullinan, denominate The Cullinan North Tower e The Cullinan South Tower, sono le torri residenziali più alte di Hong Kong con 68 piani e 270 metri di altezza. Sono stati completati rispettivamente nel 2008 e nel 2009.
Le unità attico poste ai piani superiori dell'edificio, secondo la rivista Time, "potrebbero essere considerati gli appartamenti più costosi del mondo"